# Suvi-Anne Siimes

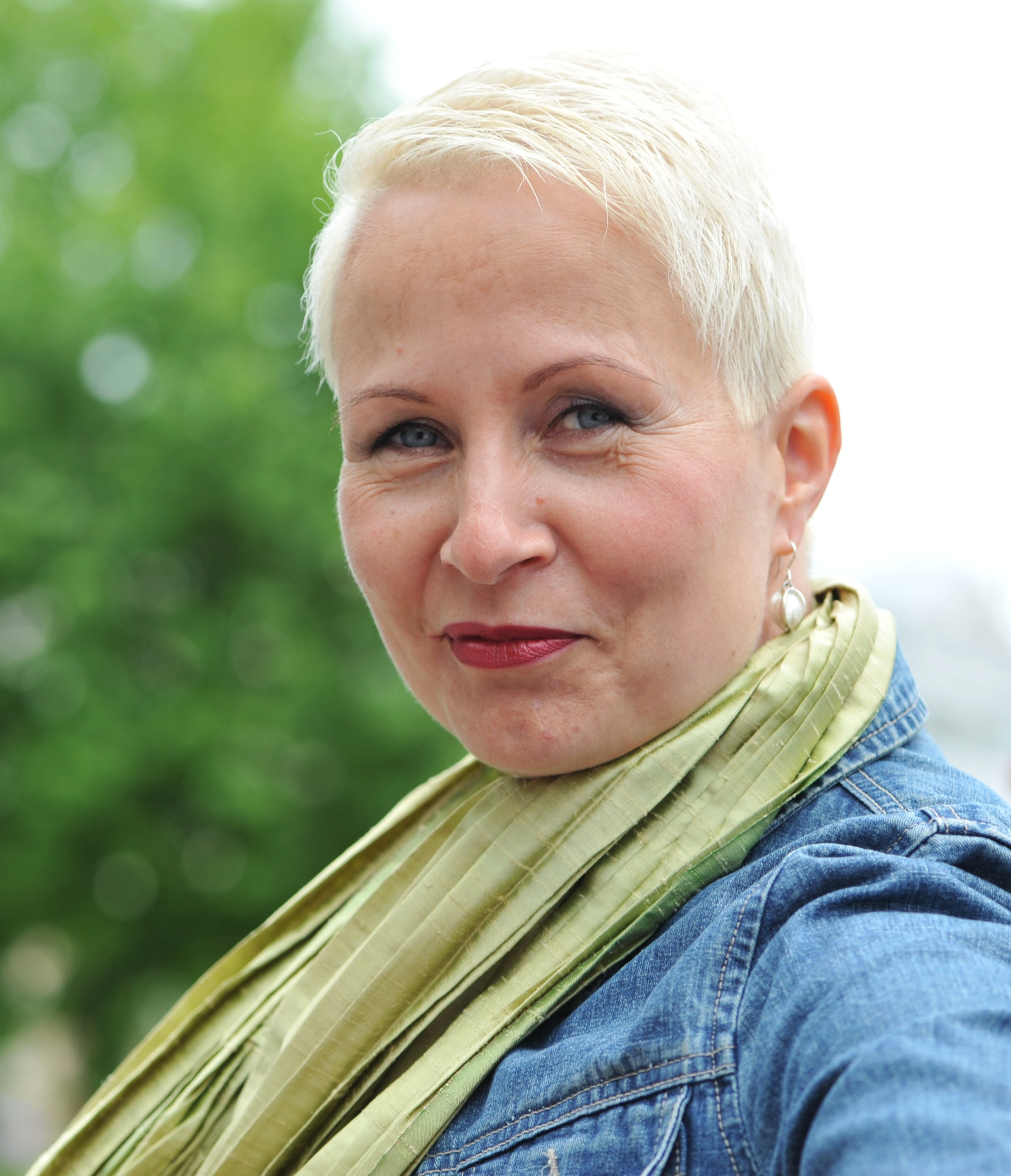
Suvi-Anne Siimes, 2009

Sini Maaria Suvi-Anne Siimes (* 1. Juni 1963 in Helsinki) ist eine ehemalige finnische Politikerin des Linksbündnisses.
Bevor Siimes in die Politik ging, hatte sie kurze Lehraufträge an der Universität von Helsinki und an der Kauppakorkeakoulu. Sie plante, als Wissenschaftlerin oder Forscherin der Wirtschaftswissenschaften zu arbeiten. Ihre politische Karriere begann sie als Lokalpolitikerin in der Gemeinde Pohja in Südfinnland. 1995 wurde sie stellvertretende Parteivorsitzende, 1998 Vorsitzende des Linksbündnisses. Ein Jahr später wurde sie auch erstmals in das finnische Parlament gewählt. 1998/99 war sie Kulturministerin im Kabinett Lipponen I.
2006 trat sie als aktive Parteivorsitzende aus der Partei aus, da sie mit dem Kurs der Partei, ehemaligen sogenannten Taistoanern, orthodoxe pro-sowjetische Hardliner in der früheren SKDL, die Möglichkeit auf die Wahllisten des Linksbündnisses zu gelangen, nicht einverstanden war. Sie blieb danach noch bis 2007 Mitglied im finnischen Parlament, zog sich dann aber aus der Politik zurück, da es ihrer eigenen Meinung nach nicht gelungen sei, das Linksbündnis in eine moderne europäische Linkspartei zu verwandeln.
Bei der Europawahl 2009 unterstützte sie Risto Penttilä, einen Kandidaten der Nationalen Sammlungspartei.

## Veröffentlichungen
- Amerikan päiväkirja ja muita kirjoituksia (2000)
- Politiikan piilokuvat (2002)
- Politiikan julkisivu (2007)